# Libertair, Direct, Democratisch
Libertair, Direct, Democratisch (LDD), tidigare Lijst Dedecker, är ett belgiskt politiskt parti, bildat den 19 januari 2007 av senatorn Jean-Marie Dedecker, sedan tankesmedjan Cassandra vzw året innan bedömt att det fanns utrymme för en högerliberal flamländsk rörelse, baserad på "sunt förnuft".
I april anslöt sig en rad ledande företrädare för partiet VLOTT till LDD. En ansenlig del av VLOTT:s medlemmar följde deras exempel.
Under valkampanjen samma år fick man draghjälp av den mördade politikern Pim Fortuyns bror, Marten Fortuyn.
I parlamentsvalet den 10 juni 2007 fick LDD 5 av 150 platser i representantkammaren och 1 av 40 mandat i senaten.
I januari 2011 bytte partiet namn till det nuvarande.